# Biblis
Biblis è un comune tedesco di 9 170 abitanti,, situato nel Land dell'Assia.